# 張黼 (成化進士)
張黼（1439年—1508年），字仕欽，直隸松江府上海縣（今屬上海市）人，明朝政治人物。

## 生平
成化十年（1474年）甲午科應天府鄉試第四十六名舉人。成化二十三年（1487年）中式丁未科會試第二十名，三甲第六十一名進士。授南京刑部主事，進員外郎，又進郎中。弘治中上疏乞致仕，上嘉其恬退，進應天府丞致仕。王鏊為作墓志銘。

## 佚事
王鏊《震澤長語》載張黼自述中進士前夢人提及自己登第名列狀元之前，以為科舉無望。後來參加丁未會試，位居江西費宏之前一名，殿試費宏中狀元，張黼名列三甲。

## 家族
曾祖張明復，曾任教諭；祖父張述；父張紹，冠帶監生。母盛氏。慈侍下。
子張鳴鳳，進士。